# Algy Paterson
Algy Paterson (mort el 6 d'agost de 1995) fou el darrer parlant matern de la llengua martuthunira d'Austràlia Occidental.
El pare d'Algy era un europeu, cosa que el va fer candidat per a ser separat de la seva família per les autoritats en virtut de la política que ara es coneix com el Generacions robades. La seva família ho va evitar amagant-se a la selva, on van viure en un estil de vida nòmada i tradicional. Algy va créixer parlant martuthunira i kurrama, i no va aprendre res d'anglès fins als quinze anys.
Des de 1980 va treballar amb el lingüista Alan Dench per preservar la llengua martuthunira per escrit.